# José González (cestista)
José González, detto Pepino (Valparaíso, 3 agosto 1914 – ...), è stato un cestista cileno.

## Carriera
Ha vinto l'oro con il Cile ai FIBA South American Championship 1937. Ha disputato 3 partite alle Olimpiadi del 1936, classificandosi al 9º posto.